# Troppo napoletano
Troppo napoletano è un film del 2016 diretto da Gianluca Ansanelli.

## Trama
Debora, affascinante napoletana verace, ha un incontro flash con un famoso cantante neomelodico Genny Maresca ed insieme hanno un figlio. Ma quando quest'ultimo perde la vita in modo tragicomico lanciandosi dal palco per fare stage diving, Debora si preoccupa per suo figlio Ciro di undici anni, scugnizzo che non riesce ad adattarsi all'istituto della Napoli alta che il padre gli ha fatto frequentare.
Il ragazzino sembra molto turbato, al punto da non mangiare più neanche il ragù domenicale. Inoltre, a causa di un equivoco, gli insegnanti si convincono che Ciro abbia tentato di gettarsi dal balcone della scuola durante la ricreazione, convocano così Debora e la indirizzano ad uno psicologo. Angosciata, la madre lo porta da Tommaso, psicologo dell’infanzia timido e imbranato. Il dottore scoprirà però che a turbare Ciro non è solo la perdita del padre, quanto piuttosto le sue prime inquietudini amorose per la piccola Ludovica.
Tommaso riesce a conquistare la fiducia di Ciro e tra loro si crea una sottile complicità al punto che Ciro si convince che Tommaso può essere l'uomo giusto per sua madre; il bambino propone allo psicologo un patto: se lo aiuterà a conquistare la sua amata compagna di classe Ludovica Mancini, Ciro gli darà una mano per farlo fidanzare con la sua bella madre. Tommaso un po' titubante accetta perché è davvero affascinato da Debora e quindi Ciro ci ha visto giusto.
Ciro prima invita al suo compleanno Tommaso, così che possa vedere la madre sotto una luce diversa e poi gli organizza un appuntamento con lei. L'appuntamento però non va come sperato perché Debora vede Tommaso solo come un amico. Tommaso però non demorde e inizia a interessarsi alla musica napoletana e partecipa con Debora a delle lezioni di teatro napoletano tenute da un conosciuto e belloccio attore locale di fiction televisive (probabilmente un riferimento alla nota soap opera "Un Posto al Sole"), infatti si ritrova ad essere l'unico uomo alla lezioni.
Invece Ciro fa progressi con Ludovica: con la scusa di una ricerca di scuola sui quartieri di Napoli, ha l'occasione di passare del tempo con lei e mostrare il suo quartiere, porta Ludovica anche ad un luogo caratteristico: il "Cimitero delle anime pezzentelle", luogo della tradizione popolare dove si chiede la grazia per questioni d'amore. Ludovica inizia a trovare Ciro interessante e lo invita ad uscire il sabato successivo. Il bambino è al settimo cielo. Debora intanto ha iniziato a pensare alla sua vita sentimentale e accetta inviti ad uscire, i suoi appuntamenti però vengono puntualmente sabotati da Ciro che non ritiene nessuno di loro all'altezza di sua madre. L'appuntamento con Ludovica va benissimo ma c'è una complicazione: il padre della bambina è proprio l'insegnante di recitazione di Debora, che già ne subiva il fascino da tempo. Il padre di Ludovica è anche un incallito dongiovanni (infatti i genitori sono separati da tempo), perciò ci prova subito con la donna. Nel tentativo di impedire all'uomo di baciare Debora, Ciro attira su di sé l'attenzione e procura senza volerlo un danno alla costosa auto del padre della bambina. I due così litigano perché Debora vede che l'uomo non si è minimamente preoccupato che Ciro possa essersi fatto male, ma pensa solo alla sua auto. A Ludovica viene proibito di frequentare Ciro e si allontana da lui anche a scuola. Il bambino però litiga con Ludovica perché lei ha accettato passivamente la situazione, come se lui non avesse nessuna importanza per lei. Ciro si sfoga in lacrime a casa ascoltando le canzoni d'amore del padre defunto. A Tommaso non va meglio, anche se ha provato ad avvicinarsi ai gusti di Debora e questo ha colpito positivamente la donna, per errore Debora ha capito che la sua ex fidanzata è morta (invece ha accettato un lavoro all'estero, motivo per cui si erano lasciati) e quando la bugia viene fuori si infuria con lui. Il giorno del saggio di ginnastica di fine anno scolastico Ludovica però sparisce e il padre incolpa Ciro, vanno tutti dal preside per fare il punto della situazione. Il bambino chiama in aiuto Tommaso che riesce, insieme ai consigli dell'insegnante di religione (un prete parodia di Don Matteo) ad aiutarli a capire dove può essere la bambina. Ciro e Ludovica fanno pace e il padre revoca il divieto di vedere Ciro però è in ritardo per il saggio e devono affrettarsi. Il padre della bambina però ha chiuso per errore le chiavi dell'auto all'interno e accetta a malincuore che Ciro rompa il vetro per recuperarle. Dimostrando però così di tenere di più alla figlia che all'auto. Il saggio va benissimo, in più Ludovica e Ciro ballano insieme perché il compagno di Ludovica è caduto durante una delle esibizioni mentre loro non c'erano. Tra Debora e Tommaso infine sembra essere finalmente scoccata la scintilla.

## Distribuzione
Il film è stato distribuito nelle sale cinematografiche il 7 aprile 2016 da 01 Distribution. Il film è disponibile sulle piattaforme di streaming online Netflix, Disney+ e RaiPlay.

### Passaggi Televisivi
Il film è andato in onda sempre in prima serata su Rai 2 registrando i seguenti ascolti:
- 5 giugno 2017 7,8% di share 1,872.000 spettatori
- 21 agosto 2018 6,2% di share 1,059.000 spettatori
- 19 maggio 2020 6,7% di share 1,778.000 spettatori
- 12 aprile 2021 4,3% di share 1,100.000 spettatori

## Accoglienza
Il film, nel primo weekend, ha incassato 459.143 euro, registrando la più alta media per sala: 4.591 euro: durante tutto il periodo in sala, ha incassato 1.500.262 €.